# Bobby, seul contre tous
Pour plus de détails, voir Fiche technique et Distribution.
Bobby, seul contre tous (Prayers for Bobby) est un téléfilm dramatique américain réalisé par Russell Mulcahy, diffusé en 2009. Il est basé d'un livre Prayers for Bobby: A Mother's Coming to Terms with the Suicide of Her Gay Son de Leroy F. Aarons (1995).
Inspiré de l’histoire vécue par un jeune homosexuel Bobby Griffith qui s'est suicidé en 1983 à cause de l'intolérance religieuse de sa mère Mary Griffith et de sa communauté presbytérienne, ce téléfilm reçoit un Prix GLAAD Media lors du 21e GLAAD Media Awards en 2010 et un Prix d'Audience Favorite au Festival international du film gay et lesbien de Seattle.

## Synopsis
Mary Griffith, fervente pratiquante protestante, a élevé ses enfants selon les principes conservateurs de sa foi religieuse. Le destin de la famille va être bouleversé le jour où Bobby décide de confier à son frère aîné un secret : il préfère les garçons. Lorsque sa mère l'apprend, elle met tout en œuvre pour guérir son fils, car selon son interprétation de la Bible, Bobby serait condamné à l'Enfer. Mais son suicide va remettre en cause toutes les convictions de Mary, qui va devenir militante LGBT.

## Fiche technique
- Réalisation : Russell Mulcahy
- Scénario : Katie Ford, d'après le livre de Leroy F. Aarons
- Direction artistique : Daren Janes
- Décors : Kathy Fennessy
- Costumes : Janine Isreal
- Photographie : Thom Best
- Montage : Victor Du Bois
- Musique : Christopher Ward
- Production : Damian Ganczewski ; Leroy Aarons, Mary Griffith, Steve Longi, Silvio Muraglia et David Steinberg (coproducteurs)
- Sociétés de production : Daniel Sladek Entertainment, Once Upon a Time Films, Permut Presentations
- Sociétés de distribution : Lifetime (États-Unis) ; Outplay (France)
- Pays d'origine : États-Unis
- Langue originale : anglais
- Format : couleur
- Genre : drame biographique
- Durée : 89 minutes
- Dates de diffusion :
  - États-Unis : 24 janvier 2009 sur Lifetime
  - France : 20 avril 2009 sur M6
  - Belgique : 29 juin 2010 sur[Laquelle ?]

## Distribution
- Sigourney Weaver (VF : Tania Torrens) : Mary Griffith[1]
- Ryan Kelley (VF : Hervé Grull) : Bobby Griffith
- Henry Czerny (VF : Bertrand Liebert) : Robert Griffith
- Scott Bailey (en) (VF : Sébastien Desjours) : David, le petit ami de Bobby
- Dan Butler (VF : Denis Boileau) : le révérend Whitsell
- Austin Nichols (VF : Damien Witecka) : Ed Griffith
- Carly Schroeder (VF : Karine Foviau) : Joy Griffith
- Shannon Eagen (VF : Camille Donda) : Nancy Griffith
- Rebecca Louise Miller (VF : Marie-Eugénie Maréchal) : Jeanette, la cousine de Bobby
- Susan Ruttan (VF : Marie-Martine) : Betty Lambert
- Anna Badalamenti : Michelle
- Claire White (VF : Annabelle Roux) : Sheila
- Advia Wayne (VF : Corinne Martin) : Dana
- Sonja Crosby (VF : Nathalie Duverne) : Celeste

## Production

### Développement
Les producteurs Daniel Sladek et Chris Taaffe avaient lu le livre en 1997, Prayers for Bobby: A Mother’s Coming to Terms with the Suicide of Her Gay Son (1995) de Leroy F. Aarons, décrivant l'expérience terrible d'une mère qui arrive à comprendre pourquoi son fils gay s'est suicidé, et souhaitaient en faire un film « parce que c'est tellement rare que vous obteniez une belle histoire qui vous touche à ce niveau. L'une des choses les plus étonnantes de ce film est que chacun trouve quelque chose dans l'histoire. Tout le monde a eu l'expérience d'être un étranger, de se sentir aliéné, de ne pas être écouté ».

### Tournage
Le tournage a débute en fin mai 2008 à Royal Oak dans le Michigan.
Lieux de tournage
- Michigan, États-Unis :
  - Détroit
  - Ferndale
  - Redford Township
  - Royal Oak

### Musique
Le téléfilm se termine avec la chanson Here I Am, interprétée par Leona Lewis. On entend également I Need You to Listen de Marty Haugen, ainsi que Bullseye de Megan McCormick.

## Diffusions
Aux États-Unis, la première diffusion du téléfilm a été vue par 3,8 millions de téléspectateurs, sur Lifetime et par 2,3 millions de téléspectateurs supplémentaires le 25 janvier 2009. Le site de la chaîne Lifetime a vu sa fréquentation augmenter de 169 pour cent.

## Distinctions

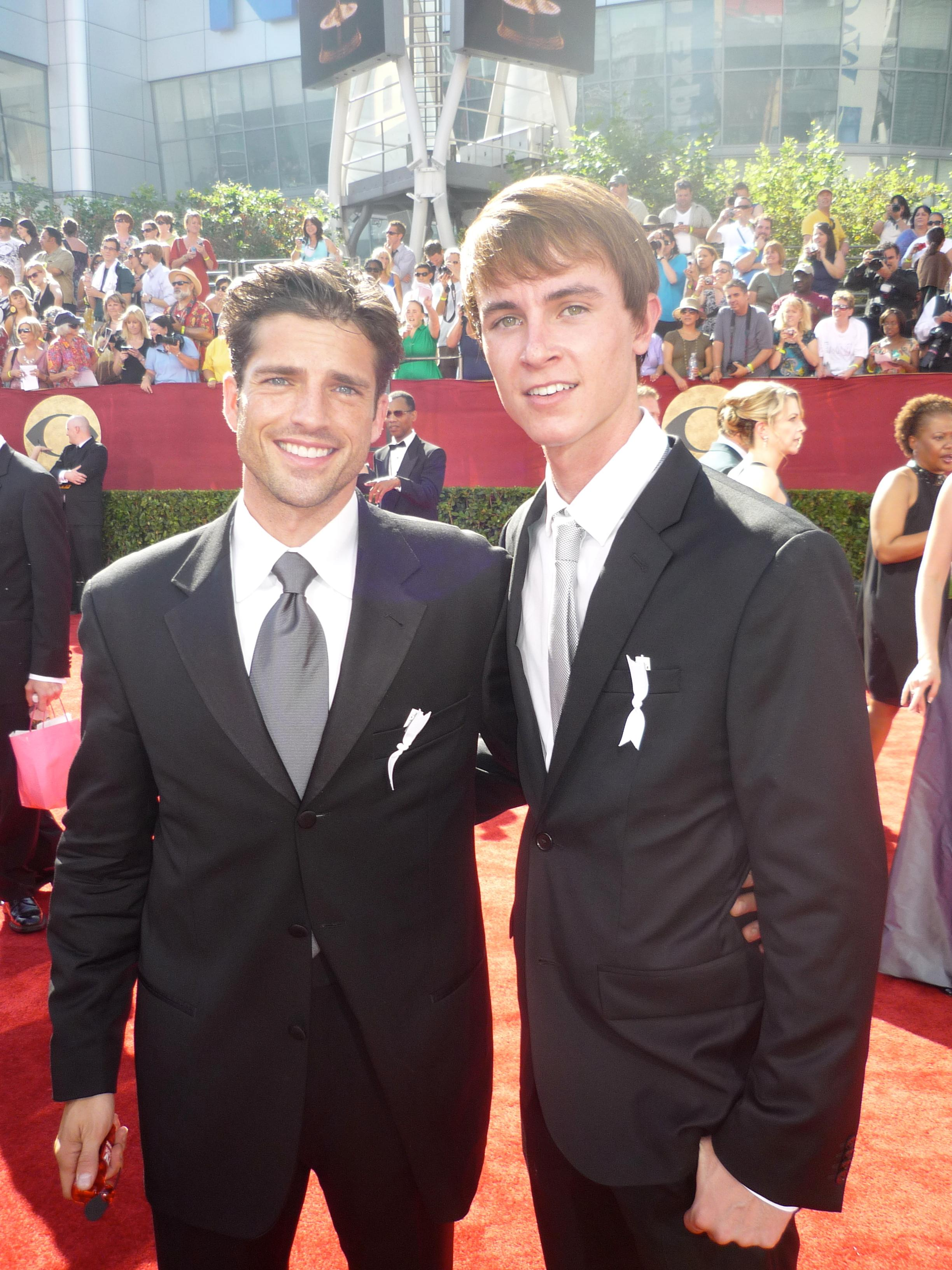
Scott Bailey et Ryan Kelley à la cérémonie des Emmy Awards 2009.

### Récompense
- Trevor Life Award pour Sigourney Weaver

### Nominations
- Emmy Awards 2009 :
  - Meilleur téléfilm
  - Meilleure actrice dans une mini-série ou un téléfilm pour Sigourney Weaver.

- Satellite Awards 2009 :  Meilleure actrice dans une mini-série ou un téléfilm pour Sigourney Weaver.

- Prix de la Casting Society of America 2009 : Meilleur casting pour un téléfilm.

- Golden Globes 2010 : Golden Globe de la meilleure actrice dans une mini-série ou un téléfilm pour Sigourney Weaver.

- Screen Actors Guild Awards 2010 : Screen Actors Guild Award de la meilleure actrice dans une mini-série ou un téléfilm pour Sigourney Weaver.

## Une histoire vraie
À la fin du film, lors de la Pride nous pouvons voir la vraie mère de Bobby Griffith, c'est la vieille dame aux cheveux blancs qui agite un drapeau de la fierté juste à gauche du jeune garçon que Sigourney Weaver serre dans ses bras.
Le film est dédié à la mémoire de Bobby Griffith et à Leroy F. Aarons.